# EPopMAKING 〜Popとの遭遇〜
『EPopMAKING〜Popとの遭遇〜』（エポップメイキング ポプとのそうぐう）は、日本のロックバンド、BEAT CRUSADERSのメジャー2枚目のフルアルバム。2007年5月30日、デフスターレコーズよりリリース。

## 解説
フルアルバムとしては前作から2年ぶりとなる。
オリコン最高2位を記録した（ちなみに現時点での彼らの最高位である）。
全16曲入りの通常盤と、ボーナストラック3曲+DVDがついた初回生産限定盤の2種類がある。初回生産限定盤の内容は以下の通り。
- ボーナストラック3曲収録（詳細は後述）
- DVD付き（内容は後述）
- 先行シングル「GHOST」とのW購入特典応募券付きステッカー封入（数種類あり、ランダムで1枚封入）

また、ジャケットのタイトル文字の位置も異なる。

## 収録曲
通常盤
1. 〜TOXIC GORILLA〜 (1:04）
（作曲：BEAT CRUSADERS）
インスト曲。カトウタロウによる冒頭の掛け声は、一発でOKが出たという。
2. CUM ON FEEL THE NOIZE (2:49）
（作詞：ヒダカトオル 作曲：BEAT CRUSADERS）
アルバムリード曲。PVも制作されている。
3. TONIGHT,TONIGHT,TONIGHT (2:48）
（作詞：ヒダカトオル 作曲：BEAT CRUSADERS）
9thシングル。アニメ『BLEACH』オープニングテーマ。
4. E.M.O (3:21）
（作詞：ヒダカトオル 作曲：BEAT CRUSADERS）
TVQ九州放送『TVQスーパースタジアム』2008年度テーマソング。
5. DAY AFTER DAY (3:58）
（作詞：ヒダカトオル 作曲：BEAT CRUSADERS）
8thシングル。
6. HEY×2 LOOK×2 (2:27）
（作詞：ヒダカトオル 作曲：BEAT CRUSADERS）
インディーズ時代に作って、お蔵入りになっていた曲[1]。アメリカのアニメ『KAPPA MICKEY』へ提供するためにリアレンジした。
7. 〜SPROUT!〜 (1:32）
（作曲：BEAT CRUSADERS）
インスト曲。
8. PERFECT DAY (3:35）
（作詞：ヒダカトオル 作曲：BEAT CRUSADERS）
メインボーカルはクボタマサヒコ。クボタメインボーカル曲が収録されたのはこの曲が初めてである。
9. TREASON (2:59）
（作詞：ヒダカトオル 作曲：BEAT CRUSADERS）
10. ANOTHER TIME / ANOTHER STORY (4:23）
（作詞：ヒダカトオル 作曲：BEAT CRUSADERS）
2006年に発売された「ASIAN KUNG-FU GENERATION presents NANO-MUGEN COMPILATION 2006」にも収録されている。
11. MIGHTY BLOW (3:51）
（作詞：ヒダカトオル 作曲：BEAT CRUSADERS）
12. SOLITAIRE (3:39）
（作詞：ヒダカトオル 作曲：BEAT CRUSADERS）
8thシングル。ちなみにこの曲のドラムはtrademarkのオーチリソウスケが担当している。これはマシータが足を負傷し、ドラムが叩けなかったため。
13. 〜YOUR MELODY〜 (2:22）
（作詞：ヒダカトオル 作曲：BEAT CRUSADERS）
インスト曲。
14. GHOST (4:11）
（作詞：ヒダカトオル 作曲：BEAT CRUSADERS）
10thシングル。
15. LET'S ESCAPE TOGETHER (4:39）
（作詞：ヒダカトオル 作曲：BEAT CRUSADERS）
カトウタロウボーカル曲。サビはヒダカトオルが歌っている。
スプリットアルバム『NIGHT ON THE PLANET』収録曲。
16. ZENITH (4:29）
（作詞：ヒダカトオル 作曲：BEAT CRUSADERS）

初回生産限定盤
1. 〜TOXIC GORILLA〜 (1:04）
（作曲：BEAT CRUSADERS）
2. CUM ON FEEL THE NOIZE (2:49）
（作詞：ヒダカトオル 作曲：BEAT CRUSADERS）
3. TONIGHT,TONIGHT,TONIGHT (2:48）
（作詞：ヒダカトオル 作曲：BEAT CRUSADERS）
4. E.M.O (3:21）
（作詞：ヒダカトオル 作曲：BEAT CRUSADERS）
5. DAY AFTER DAY (3:58）
（作詞：ヒダカトオル 作曲：BEAT CRUSADERS）
6. FOOL GROOVE / YOUR SONG IS GOOD×BEAT CRUSADERS (3:51） 
（作詞：ヒダカトオル 作曲：BEAT CRUSADERS、サイトウジュン 編曲：BEAT CRUSADERS,YOUR SONG IS GOOD）
スプリットアルバム『BOOOOTSY』収録曲。
7. HEY×2 LOOK×2 (2:27）
（作詞：ヒダカトオル 作曲：BEAT CRUSADERS）
8. 〜SPROUT!〜 (1:32）
（作曲：BEAT CRUSADERS）
9. PERFECT DAY (3:35）
（作詞：ヒダカトオル 作曲：BEAT CRUSADERS）
10. DROOG IN A SLUM / TROPICAL GORILLA×BEAT CRUSADERS (3:19） 
（作詞：ヒダカトオル、TROPICAL GORILLA 作曲・編曲：BEAT CRUSADERS,TROPICAL GORILLA）
スプリットアルバム『CELL No.9』収録曲。
11. TREASON (2:59）
（作詞：ヒダカトオル 作曲：BEAT CRUSADERS）
12. ANOTHER TIME / ANOTHER STORY (4:23）
（作詞：ヒダカトオル 作曲：BEAT CRUSADERS）
13. MIGHTY BLOW (3:51）
（作詞：ヒダカトオル 作曲：BEAT CRUSADERS）
14. SOLITAIRE (3:39）
（作詞：ヒダカトオル 作曲：BEAT CRUSADERS）
15. 〜YOUR MELODY〜 (2:22）
（作詞：ヒダカトオル 作曲：BEAT CRUSADERS）
16. GHOST (4:11）
（作詞：ヒダカトオル 作曲：BEAT CRUSADERS）
17. LET'S ESCAPE TOGETHER (4:39）
（作詞：ヒダカトオル 作曲：BEAT CRUSADERS）
18. FAIRY TALE (4:30） /ASPARAGUS×BEAT CRUSADERS 
（作詞：ヒダカトオル 作曲：ワタナベシノブ 編曲：ASPARAGUS,BEAT CRUSADERS）
スプリットアルバム『NIGHT ON THE PLANET』収録曲。
19. ZENITH (4:29）
（作詞：ヒダカトオル 作曲：BEAT CRUSADERS）

全編曲：BEAT CRUSADERS

## 初回特典DVD
DVDには阿藤快が出演している。ナレーションはカトウタロウ。
1. CUM ON FEEL THE NOIZE (PV）
2. GHOST (TV SPOT）
3. GHOST (PV）
4. NIGHT ON THE PLANET (TV SPOT）
5. CELL NO.9 (TV SPOT）
6. FAIRY TALE (PV）
7. DROOG IN A SLUM (PV）
8. TONIGHT,TONIGHT,TONIGHT (TV SPOT）
9. TONIGHT,TONIGHT,TONIGHT (PV）
10. BOOOOTSY (TV SPOT）
11. FOOL GROOVE (PV）
12. OUR MELODY (PV）
13. DAY AFTER DAY/SOLITAIRE (TV SPOT）
14. DAY AFTER DAY (PV）
15. SOLITAIRE (PV）
16. EPopMAKING (TV SPOT）
17. EPopMAKING (TV SPOT クボタver.）
18. EPopMAKING (TV SPOT ケイタイモver.）
19. EPopMAKING (TV SPOT カトウver.）
20. EPopMAKING (TV SPOT マシータver.）
21. EPopMAKING (TV SPOT ヒダカver.）
22. EPopMAKING (TV SPOT 5人ver.）